# CRフィーバーパワフルワールド
『CRフィーバーパワフルワールド』は、2009年に発売されたSANKYOのデジパチタイプのパチンコ台である。

## スペック

### CR フィーバーパワフルワールド X2R
- 大当たり（特別電動役物（アタッカー）の開放）
  - （低確率）：1/150.0
  - （高確率）：1/33.0
- 小当たり（普通電動役物（電動チューリップ）の開放）
  - （低確率）：5/251
  - （高確率）：250/251
- 賞球数：3（始動口） & 10（普通入賞口） & 12（大入賞口）
- ラウンド（大当たり1回あたりの、特別電動役物の開放回数）：2ラウンド or 4ラウンド or 8ラウンド or 16ラウンド
- カウント（特別電動役物の開放1回あたりの、概ねの入賞個数）：8カウント
- 大当たりの確変割合：71/100（71%）
- 大当たりの内訳（始動口共通）
  - 16ラウンド確変 ⇒ 14%
  - 8ラウンド確変 ⇒ 36%
  - 4ラウンド確変 ⇒ 13%
  - 2ラウンド確変（出玉アリ） ⇒ 6%
  - 2ラウンド確変（出玉ほぼナシ） ⇒ 2%
  - 2ラウンド通常 ⇒ 29%
- リミット：なし
- 時短（小当たりのみ高確率状態）
  - 電チューサポートがない状態での通常大当たり終了後10回転
  - 電チューサポートがある高確率時または時短中の通常大当たり終了後80回転
- 普通図柄の変動時間
  - 低確率（小当たり）時：約10.6秒
  - 高確率（小当たり）時：約2.1秒
- 小当たり1回あたりの、普通電動役物の開放時間及び回数
  - 低確率（小当たり）時：0.2秒×1回
  - 高確率（小当たり）時：1.5秒×3回